# Los Campos
Los Campos (Los Campos im asturischen) ist eines von sieben Parroquias in der Gemeinde Corvera der autonomen Region Asturien in Spanien.
 Die 3102 Einwohner (2011) leben in 5 Dörfern, auf einer Fläche von 1,01 km².

## Dörfer und Weiler im Parroquia
- Ablaneda (L'Ablaneda en asturiano) 5 Einwohner 2011 43° 31′ 23″ N, 5° 53′ 36″ W
- Entrevías (Entrevíes) 1346 Einwohner 2011 43° 32′ 9″ N, 5° 53′ 24″ W
- La Rozona 108 Einwohner 2011 43° 31′ 50″ N, 5° 53′ 28″ W
- Los Campos 1108 Einwohner 2011 43° 32′ 12″ N, 5° 53′ 6″ W
- Santa Cruz 535 Einwohner 2011 43° 32′ 22″ N, 5° 52′ 55″ W